# Primera Dama del Brasil
Primera Dama del Brasil (portuguès: Primeira-dama do Brasil) és el títol de l'amfitriona del Palau de l'Alvorada, tradicionalment l'esposa del president del Brasil. Mariana da Fonseca, esposa de Deodoro da Fonseca –el primer president de la República (1889-1891)–, va ser-ne la primera. Rosângela Lula da Silva és l'actual primera dama del Brasil, com esposa del 39è president Luiz Inácio Lula da Silva.

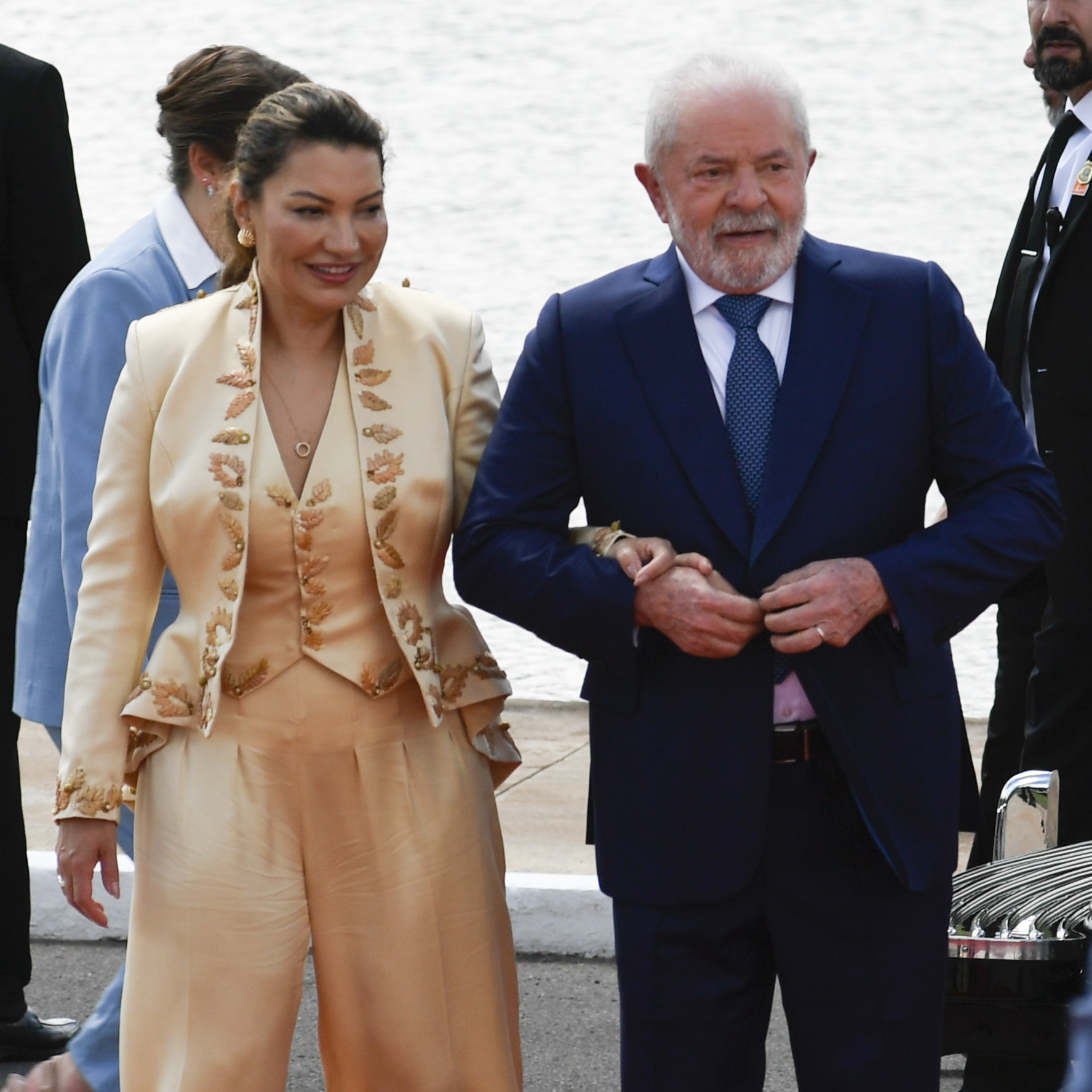
El matrimoni Lula da Silva durant la presa de possessió del President.

El paper de la primera-dama ha canviat notòriament. Ha passat a incloure la implicació en campanyes polítiques o causes socials i a assumir la representació del President en actes oficials i protocol·laris. En 2019, Michelle Bolsonaro va convertir-se en la primera en discursar en la cerimònia de presa de possessió del President, llegint el seu text en Llengua brasilera de signes. A més d'això, al llarg dels anys, les primeres dames han exercit cada cop més influència en sectors aliens a la política, com ara la moda.
A primers de 2023, hi havia cinc exprimeres dames vives: Maria Thereza Goulart, vídua de João Goulart; Marly Sarney, esposa de José Sarney; Rosane Malta, ex-esposa de Fernando Collor de Mello; Marcela Temer, esposa de Michel Temer; i Michelle Bolsonaro, darrera esposa de Jair Bolsonaro. Històricament, les primeres dames han segut dones blanques de bona posició. Les úniques excepcions, fins ara, han estat Michelle Bolsonaro, Marisa Letícia Lula da Silva i Rosângela Lula da Silva.